# Напрстак
Напрстак је штитник који се ставља на палац или средњи прст приликом шивења. Ако је материјал дебљи или игла кроз њега теже пролази прстом на коме је напрстак се гура игла кроз материјал притискањем задњег дела игле. Постоји верзија напрска за домаћинства која има данце и верзија за професионалне кројаче која је без данцета.

## Историја
Најстарији познати напрстак је пронађен у рушевинама Помпеја (Италија). Направљен је од бронзе, датира из 1. века. 
Сматра се да су у масовну употребу ушли у 14. веку. 
Холандски произвођач напрстака по имену Џон Лофтинг (John Lofting) је 1693. покренуо производњу напрстака користећи као покретачку снагу воду. Производио је 2 милиона комада годишње. Центри производње напрстака су били у Нирнбергу и Холандији.

## Материјали
Напрстак се данас прави од гвожђа или пластике али у историји се правио и од различитих метала (бронза, челик, сребро...), коже, гуме, мермера, чак стакла и порцелана. Правио се и од китових костију, рогова и слоноваче.

## Занимљивости
Најскупљи напрсци су прављени у Мајсену, Немачка од руком осликаног порцелана и данас на аукцијама достижу веома високе цене. Напрстак се користио до 18. века искључиво за шивење али су се касније појавиле још неке примене. Извесно време се користио и као мера за течности (пре свега алкохол). Проститутке су га користиле за куцање на прозор потенцијалним муштериама. Такође у Енглеској су викторијански професори напрском куцкали главе (кажњавали) непослушних ђака.
До 18 века спољне тачкице за које се закачи игла кад се притиска кроз материјал су се правиле ручно куцкањем шилом и чекићем али после су и тај посао преузеле машине. Постоје и колекционари напрстака, који су прављени у посебном издању приликом важнијих догађаја – јубиларни напрсци. Ови сакупљачи се називају дигитабулистима. Напрску је подигнут и споменик висине 9 стопа у Торонту, Канада. За време Првог светског рата британска влада је прикупљала напрске као добровољни допринос од оних „који немају ништа да дају“. Продајом су куповани хируршки инструменти.